# 廣瀬心香
廣瀬心香（ひろせ　みか、1988年4月25日 - ）は、宮崎県生まれの日本のヴァイオリン奏者。宮崎県都城市出身。

## 経歴
3歳からヴァイオリンを始め、木野雅之に師事した。桐朋女子高等学校音楽科に入学し加藤知子に師事。
2011年、桐朋学園大学を首席卒業し、ベルリンのベルリン芸術大学に留学、学士課程、修士課程を共に最高位で修了。ヴァイオリンをNora Chastain、Noah Bendix-Balgleyに、室内楽をArtemis Quartetに師事した。
全日本学生音楽コンクール、日本クラシックコンクール、江藤俊哉ヴァイオリンコンクール等に入賞、霧島国際音楽祭賞を受賞。桐朋学園大学卒業時には皇居の桃華楽堂にて御前演奏の機会を与えられた。
2015年、本格的な演奏活動を開始。東京文化会館小ホールにてデビューコンサートを行い、ソリストとして、ドイツ・イエナフィルハーモニー、九州交響楽団など国内外のオーケストラと共演。ベルリン・コーミッシェ・オーパーを経て、ハノーファー国立歌劇場管弦楽団のフォアシュピーラー奏者を務めた。
現在はソロ・室内楽奏者として国内外で活躍。ベルリンにて結成したピアノ三重奏団トリオ・ヴェントゥスでは2020年東京文化会館でのリサイタル予定している。
2020年10月、デビューアルバムCDをリリース予定。

## 受賞歴
全日本学生音楽コンクール、日本クラシックコンクール、江藤俊哉ヴァイオリンコンクール等入賞、霧島国際音楽祭賞を受賞。